# Isidoro Millán Mariño
Isidoro Millán Mariño (Pontevedra, 1890 - 1983), fue un abogado, político y periodista gallego.

## Biografía
Isidoro Millán nace en Pontevedra el 10 de agosto de 1890, y se licencia en Derecho por la Universidad de Santiago de Compostela. 
Colabora en La Correspondencia Gallega, diario dirigido por su padre, José Millán y en Faro de Vigo.
En 1923 ingresa en el Cuerpo Técnico de la Administración Civil, teniendo entre otros destinos, la Escuela de Ingenieros Agrónomos, y el Distrito forestal de Pontevedra-La Coruña.
En 1929 entra en la masonería como miembro de la logia «Helenes nº 7». Su nombre simbólico era Urco pero solo alcanzó el primer grado (aprendiz), ya que solo perteneció a la logia unos meses. Al parecer entra en ella con fines políticos por no estar de acuerdo con la dictadura de Primo de Rivera, por lo que al proclamarse la II República causa baja. 
Fue elegido diputado por la provincia de Pontevedra por el conservador Partido Republicano Liberal Demócrata a las elecciones generales de 1933, y ocupó el cargo de director general de Justicia durante el bienio Cedista.
En 1935 se entrevistó con Calvo Sotelo en Cuntis, para defender la unión de las fuerzas de centro y derecha oponiéndose a las izquierdas. Cuando este fue asesinado, Isidoro fue uno de los escasos asistentes a su funeral en Pontevedra.
En 1938 publicó A la sombra del Apóstol (Once siglos de vida compostelana).
En 1940 es separado del servicio del Cuerpo Técnico de la Administración Civil, previo expediente de depuración de su conducta político-social.
Y en 1945, a pesar de su condición de político conservador y ferviente defensor, en los primeros momentos, del golpe militar, fue encausado como masón y deportado durante seis meses a Arroyo del Puerco (Cáceres), municipio que ahora se denomina Arroyo de la Luz. Seguramente su condición política influyó en la levedad de la pena impuesta
A partir de entonces permaneció apartado de la actividad política, dedicándose con éxito a su profesión de abogado.
Es el padre del historiador, filólogo y escritor Isidoro Millán González-Pardo.